# Коло-Михайлівка
Коло-Михайлівка — колишнє село Вінницького району Вінницької області.
Село відоме пам'яткою руїни «Вервольф».
Тут поховані 15 тисяч громадян з Польщі, Чехії, Словаччини, Норвегії, Франції, радянські військовополонені, які були страчені після того, як вони збудували ставку німецького командування «Вервольф».
29 квітня 1984 приєднане до села Стрижавка.